# میچیفومی ایسودا
میچیفومی ایسودا (به ژاپنی: 磯田 道史（いそだ みちふみ); ۲۴ دسامبر ۱۹۷۰ مورخ تاریخ ژاپن استاد مرکز تحقیقات بین‌المللی ژاپن‌شناسی بود. او از اهالی استان شیزوئوکا در ژاپن بود.